# Балтаколь
Балтако́ль (каз. Балтакөл) — село у складі Отирарського району Туркестанської області Казахстану. Адміністративний центр Балтакольського сільського округу.
Населення — 2381 особа (2021; 2614 у 2009, 3005 у 1999, 2363 у 1989).